# Tiago Alves
Tiago dos Santos Alves, mais conhecido como Tiago Alves, (Belo Horizonte, 29 de maio de 1984), é um ex-futebolista brasileiro que atuava como zagueiro, volante e lateral-direito.

## Carreira

### Serra
Nascido em Belo Horizonte, Minas Gerais, começou sua carreira profissional aos 20 anos, no Serra. Sua primeira partida profissional aconteceu em 22 de fevereiro de 2006, em uma derrota em casa por 3 a 1 contra o Ipatinga, pela Copa do Brasil de 2006. Com a camisa tricolor, fez apenas 1 partida e marcou nenhum gol.

### Vilavelhense
Em 2007, foi transferido para o Vilavelhense. Sua estreia pelo clube aconteceu em 22 de fevereiro, em uma vitória em casa por 1 a 0 contra o Treze, pela Copa do Brasil de 2007. No total, participou de apenas 2 partidas e marcou nenhum gol.

### Icasa
Em 2008, foi contratado pelo Icasa. Sua estreia pelo clube cearense aconteceu em 28 de fevereiro, em uma vitória em casa por 3 a 2 contra o Bahia, pela Copa do Brasil de 2008. Seu primeiro gol como profissional aconteceu no dia 5 de março, desta vez, na partida de volta contra o Bahia que terminou em um empate fora de casa por 2 a 2, também pela Copa do Brasil de 2008.
Durante a sua primeira passagem, participou de 3 partidas e marcou apenas um gol.

### Fortaleza
Depois de uma campanha no Icasa, chegando até ao vice-campeonato do Campeonato Cearense de 2008, em 2008, foi emprestado ao Fortaleza até o final do ano. Sua estreia e única partida com a camisa tricolor aconteceu em 18 de outubro, entrando como substituto em um empate fora de casa por 2 a 2 contra a Ponte Preta, pela Série B de 2008.
Não aproveitado pela equipe, jogando apenas 1 jogo e marcando nenhum gol, acabou retornando para o Icasa para a temporada seguinte.

### Retorno ao Icasa
Em 2009, após não ser bastante aproveitado pelo Fortaleza, retornou ao Icasa. Sua reestreia pelo clube de Juazeiro do Norte aconteceu em 18 de fevereiro, em um empate por 1 a 1 contra a Portuguesa, pela Copa do Brasil de 2009.
Seu primeiro gol pelo Icasa aconteceu em 27 de agosto de 2010, quando sua equipe venceu a Ponte Preta em casa por 2 a 0, pela Série B de 2010. Na sua segunda passagem, foi titular em muitas oportunidades, jogando 52 partidas e marcando apenas 1 gol.

### Mogi Mirim
Em 2011, Tiago Alves foi contratado pelo Mogi Mirim. Sua estreia aconteceu no dia 16 de janeiro, em uma derrota em casa por 2 a 0 contra o São Paulo, pelo Paulistão de 2011. Seu primeiro gol anotado com a camisa do Sapão aconteceu em 2 de abril, onde sua equipe venceu fora de casa por 3 a 2 contra o Paulista, também pelo Paulistão de 2011.
Na sua primeira passagem pelo Mogi Mirim, fez 7 jogou e marcou apenas um gol.

### ASA
Em 29 de abril de 2011, Tiago Alves foi anunciado como o novo reforço do ASA em um contrato de empréstimo até o final do ano, para a disputa da Série B de 2011. Sua estreia pelo seu novo clube aconteceu em 21 de maio, em uma derrota por goleada fora de casa por 5 a 0 contra a Ponte Preta, pela Série B de 2011.
Pelo ASA, participou de 23 partidas e marcou nenhum gol, retornando ao Mogi Mirim para a temporada do ano seguinte.

### Segunda passagem ao Mogi Mirim
Em 9 de dezembro de 2011, Tiago Alves retornou ao Mogi Mirim após uma breve passagem por empréstimo no ASA. Seu retorno ao Sapão aconteceu em 22 de janeiro, aonde sua equipe venceu o Catanduvense venceu fora de casa por 2 a 0, pelo Paulistão de 2012. No mesmo ano, sua equipe acabou sendo eliminada pelo Santos nas quartas-de-finais e acabou sendo campeã da Campeonato Paulista do Interior de 2012, onde fez boas campanhas.
Na sua segunda passagem no Mogi Mirim, fez 21 partidas e marcou nenhum gol.

### Ponte Preta
Depois da sua segunda passagem no Mogi Mirim, foi emprestado à Ponte Preta em 2012, por um contrato até o final do ano. Sua estreia na Ponte Preta aconteceu em 26 de maio, em um empate fora de casa contra o Atlético Goianiense por 1 a 1, pela Série A de 2012. Seu primeiro gol no clube aconteceu em 12 de setembro, em um empate fora de casa por 1 a 1 contra o Corinthians, pela Série A de 2012.
Na sua primeira passagem na Ponte Preta, participou de 29 partidas e marcou apenas um gol.

### Terceira passagem ao Mogi Mirim
Em 18 de dezembro de 2012, foi confirmada a volta do atleta ao Mogi Mirim, sendo a sua terceira passagem pelo clube do interior paulista. Sua primeira partida após o seu retorno ao Sapão aconteceu em 20 de janeiro, em um empate por 0 a 0 fora de casa contra a Ponte Preta, pelo Paulistão de 2013. Seu primeiro gol após seu retorno ao clube aconteceu em 27 de janeiro, quando seu clube venceu por 4 a 2 em casa o XV de Piracicaba, pelo Paulistão de 2013.
Tiago Alves atuou em 16 jogos e marcou 4 gols na sua terceira passagem pelo Mogi Mirim, cujo no mesmo ano fez uma ótima campanha no Paulistão de 2013 chegando até as semifinais mas foi eliminado pelo Santos nos pênaltis. Na maior parte da competição, ele formou dupla de zaga ao lado de Lucas Fonseca. Após isso, o zagueiro assinou um pré-contrato para o seu clube anterior, a Ponte Preta. Mas, preferiu trocar o acerto para jogar no Palmeiras, o caso gerou sérias críticas do presidente da Ponte Preta, Márcio Della Volpe, à postura do Palmeiras nos bastidores.

### Palmeiras
Em 13 de maio de 2013, depois da polêmica do imbróglio da Ponte Preta devido ao cancelamento do pré-contrato, Tiago Alves assinou com o Palmeiras por um contrato válido até dezembro de 2015. Sua estreia no clube da capital paulista aconteceu em 17 de agosto, entrando como substituto de Vilson em uma vitória em casa por 3 a 2 contra o Paysandu, pela Série B de 2013.
Pelo Palmeiras, fez apenas 18 partidas e marcando nenhum gol, maioria das vezes ficando no banco de reservas da equipe.

### Retorno à Ponte Preta
Em 8 de julho de 2014, a Ponte Preta anunciou a volta de Tiago Alves ao elenco, por um contrato de empréstimo até o fim do ano. Sua reestreia pela Ponte Preta aconteceu em 15 de julho, em um empate em casa por 0 a 0 contra a Portuguesa, pela Série B de 2014. Seu primeiro gol após seu retorno aconteceu em 9 de setembro, quando seu clube perdeu em casa por 4 a 3 contra o Atlético Goianiense por 4 a 3, pela Série B de 2014.
Em 23 de janeiro de 2015, Tiago Alves rescindiu seu contrato com o seu antigo clube, o Palmeiras, e permaneceu na Ponte Preta por um contrato definitivo. Na temporada no mesmo ano, sua primeira partida aconteceu em 22 de fevereiro, em uma vitória em casa por 2 a 0 sobre o São Bernardo, pelo Paulistão de 2015. Seu primeiro gol em 2015 foi em 30 de maio, quando sua equipe venceu por 3 a 1 em casa a Chapecoense, pela Série A de 2015.
Na sua segunda passagem pela Ponte Preta, participou de 60 partidas e marcou apenas 6 gols.

### Náutico
Em 22 de dezembro de 2016, foi anunciado a contratação de Tiago Alves pelo Náutico. Sua estreia aconteceu em 24 de janeiro, em uma vitória em casa por 4 a 0 contra a Uniclinic, pela Copa do Nordeste de 2017.
Jogou apenas 20 jogos e marcando nenhum gol, sendo titular em muitas oportunidades e chegando a ser capitão. Após a troca de membros na diretoria de futebol do Náutico, a renegociação de contrato de vários jogadores se tornou uma constante, inclusive com Tiago Alves. Em 14 de junho de 2017, foi anunciado que Tiago Alves não permanece no clube pernambucano.

### Ceará
Tiago inicialmente havia assinado com o Red Bull Brasil, mas no dia 30 de junho de 2017, foi anunciado o seu empréstimo ao Ceará até o final do ano. Estreou em 21 de julho, entrando como substituto em uma derrota em casa por 1 a 0 contra o Goiás, pela Série B de 2017.
Na sua primeira passagem pelo Ceará, participou de apenas 11 partidas e marcando nenhum gol, maioria dos jogos no banco de reservas.

### Red Bull Brasil
Em 14 de dezembro de 2017, acabou retornando de empréstimo ao Red Bull Brasil, após defender o Ceará na disputa da Série B de 2017. Estreou pelo clube no dia 17 de janeiro, entrando como titular em um empate em casa por 0 a 0 contra a Ferroviária, pelo Paulistão de 2018.
Pelo Red Bull Brasil, participou de apenas 15 partidas e marcou nenhum gol.

### Retorno ao Ceará
Em 10 de abril de 2018, foi anunciado o retorno de Tiago Alves ao Ceará por um contrato definitivo até o fim do ano. Sua reestreia pelo Vozão aconteceu em 22 de abril, em um empate em casa por 0 a 0 contra o São Paulo, pela Série A de 2018. Seu primeiro gol pelo Ceará aconteceu no dia 20 de agosto, em um empate fora de casa por 1 a 1 contra o Vasco da Gama, também pela Série A de 2018.
Em 5 de dezembro de 2018, Tiago Alves renovou seu contrato com o Ceará até o final de 2019. Tiago era uma das peças com maior longevidade no clube cearense, ganhou moral e foi titular em muitas oportunidades no clube. Mas no final do ano, foi anunciado que o jogador ficou fora dos planos para 2020 e não renovou com o clube. Na sua segunda passagem pelo clube, fez 57 jogos e marcou apenas 3 gols.

### Mirassol
Em 8 de janeiro de 2020, o Mirassol oficializou a contratação de Tiago Alves. Fez sua estreia pelo Mirassol em 23 de janeiro, em um empate por 1 a 1 fora de casa contra a Ferroviária, pelo Paulistão de 2020. Apesar do estadual ter sido paralisado em plena pandemia do novo coronavírus, o seu contrato com o clube foi renovado em 14 de julho, por um contrato de 30 dias até o fim do campeonato.
Pelo Mirassol, fez apenas 5 partidas e marcou nenhum gol.

### Oeste
Após o fim de seu contrato com o Mirassol durante o Paulistão de 2020, em 28 de agosto de 2020, Tiago Alves foi anunciado como o novo reforço do Oeste por um contrato até o final da Série B de 2020. Sua primeira e única partida em que jogou com a camisa do Oeste foi em 26 de outubro, em uma derrota fora de casa pro Paraná por 4 a 0.
Em 4 de novembro de 2020, foi anunciado que Tiago Alves rescindiu com o Oeste, com a razão de que se deu em comum acordo com a diretoria do clube.

### Jacuipense
Em 20 de março de 2021, o zagueiro foi anunciado pela Jacuipense, para a disputa do Campeonato Baiano e da Série C de 2021.

## Estilo de jogo
Tiago Alves é zagueiro de origem, mas também pode jogar de volante e lateral-direito. Jogando na defesa, tem uma ótima bola parada e também é forte no cabeceio. O papel de Tiago Alves quando é improvisado na lateral não se restringe à marcação. As investidas são raras, mas ele também aparece no ataque.

## Títulos
Serra
- Campeonato Capixaba: 2004, 2005

Icasa
- Copa Integração: 2008, 2009
- Campeonato Cearense - Série B: 2010

Mogi Mirim
- Campeonato Paulista do Interior: 2012

Palmeiras
- Campeonato Brasileiro - Série B: 2013

Ponte Preta
- Campeonato Paulista do Interior: 2015